# تلم بين مصرات الشرج

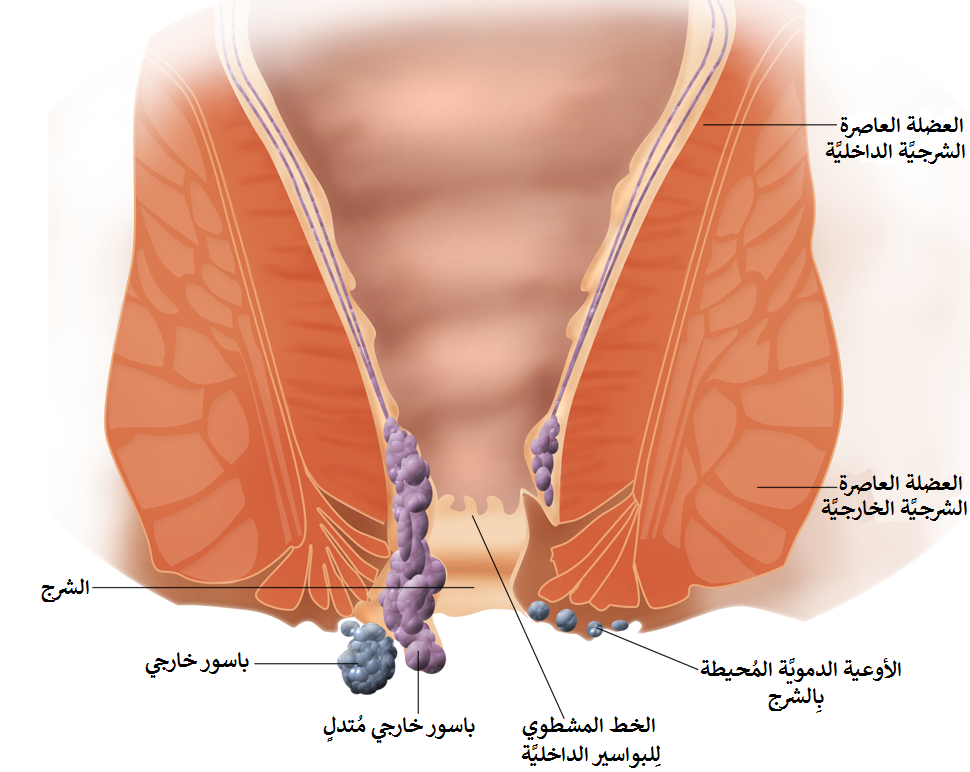

التلم بين مَصَرَّات الشرج (بالإنجليزية: Intersphincteric groove)‏ أو خط هلتون الأبيض (بالإنجليزية: Hilton's white line)‏ أو خط القناة الشَرجية الأبيض (بالإنجليزية: White line of anal canal)‏، هوَ شَق أو ثلم في قناة الشَرج ويُعتبر أحد حُدودها، وهو يُشكل الحافة السُفلى للمِمشَط القناة الشَرجية الذي يفصل حافة العضلة العاصرة الشرجية الداخلية عن جزء العضلة العاصرة الشرجية الخارجي أسفل الجلد.

## الموقع
يقع خط هلتون الأبيض في غشاء القناة الشَرجية المخاطي، حيثُ يقع إلى الأسفل قليلاً من الخط المُسنن (الخط الذي يفصل الثلث السُفلي للقناة الشرجية عن الثلثين العلويين)، ويمثل الخط المُسنن الحد بين العضلات العضلة العاصرة الشرجية الداخلية وَالعضلة العاصرة الشرجية الخارجي.
يكون النزح اللمفاوي أسفل التلم نحوَ العقد اللمفية الأربية السطحية.

## أهميته
يِمثل خط هلتون الأبيض نُقطة تحول للنسيج، حيثُ يكون نسيج القناة الشَرجية نسيج طلائي حرشفي طبقي غير مُتَقرن ثُم يُصبح نسيج طلائي حرشفي طبقي مُتَقرن في فتحة الشَرج وفي الجلد المُحيط بالشَرج.

### العمليات الجراحية
ذَكر العديد من الباحثين أنَّ هذا التَلم بين مَصَرَّات الشرج مُهم كنقطة مَرجعية في العمليات الجراحية، حيثُ يتم تحديده أثناء العمليات عن طريق اللمس لا عن طريق البَصر.

## التسمية
سَمي التَلم بين مَصَرَّات الشرج بخط هلتون الأبيض نسبةً إلى لونه الأبيض في الأشخاص الأحياء، ونسبةً إلى الجراح الإنجليزي جون هلتون (1805–1878).